# Wsiewołod Czaplin

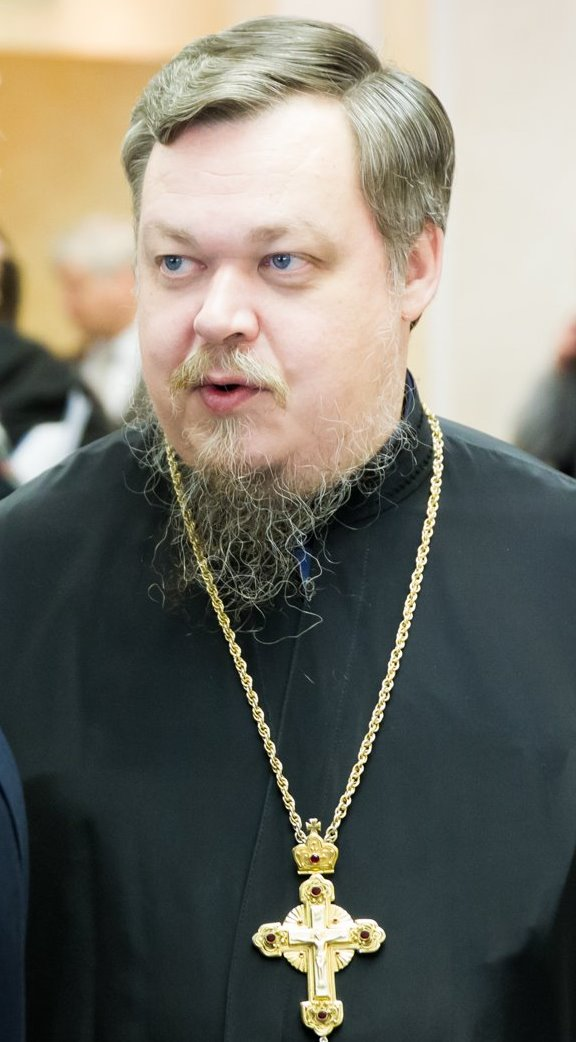
Wsiewołod Czaplin, 2014

Wsiewołod Czaplin (ur. 31 marca 1968 w Moskwie, zm. 26 stycznia 2020 tamże) – rosyjski duchowny i teolog prawosławny, wiceprzewodniczący Wydziału Zewnętrznych Stosunków Cerkiewnych Patriarchatu Moskiewskiego, komentator wydarzeń życia publicznego.

## Życiorys
Został potajemnie ochrzczony w 1981 w Kałudze. W 1985 wstąpił do Moskiewskiego Seminarium Duchownego i został pracownikiem w Wydziale Wydawniczym Patriarchatu Moskiewskiego. W 1990 ukończył studia seminaryjne, a po kolejnych 4 latach został absolwentem Moskiewskiej Akademii Duchownej. Święcenia diakońskie otrzymał w 1991, kapłańskie w 1992. W 1999 został protojerejem, w 2006 mitratem.
Od 1991 do 1997 kierował departamentem kontaktów społecznych Synodalnego Wydziału ds. Współdziałania Kościoła i Społeczeństwa Patriarchatu Moskiewskiego. Następnie był sekretarzem tego Wydziału (do 2001), a w latach 2001–2009 wiceprzewodniczącym Wydziału (zastępcą w tym Wydziale metropolity smoleńskiego Cyryla). Od 2009 do 2015 stał na czele Synodalnego Wydziału ds. Współdziałania Kościoła i Społeczeństwa.
Zasłynął z kontrowersyjnych wypowiedzi na temat spraw publicznych. M.in. uznał terror stalinowski za uzasadniony. Wzywał do inwazji na Ukrainę i zajęcia Kijowa. Głosił, że „zabijać ludzi można i trzeba”, „niezbędne jest fizyczne zlikwidowanie części opozycji jako wrogów”.
Był autorem opowieści fantastycznych pisanych pod pseudonimem Aron Szemajer (Арон Шемайер). Pytany o przyczyny przyjęcia takiego pseudonimu, odpowiadał: „Jak wiecie, jestem wielkim filosemitą”.
Zmarł nagle 26 stycznia 2020 w Moskwie.